# Ambrogio Zavattari
Pour les autres membres de la famille, voir Zavattari.
Ambrogio Zavattari  (actif 1441-1481) est un peintre italien né en Lombardie, qui fut actif au XVe siècle. 

## Biographie
Ambrogio Zavattari est le membre d'une famille d'artistes italiens, des peintres lombards du gothique international actifs au XVe  et début du  XVIe siècle. 
Ambrogio, documenté à Milan et à la Chartreuse de Pavie de 1450 à 1481 est le fils de Franceschino Zavattari et le frère de  Giovanni,  et Gregorio (documenté à Milan et à Pavie de 1453 à 1481) avec lesquels il travailla à leur chef-d'œuvre, les fresques de la Cappella della Regina Teodolinda du Dôme de Monza (1441-1446), le plus important exemple de cycle pictural de l'époque gothique international tardive lombarde.  
Ambrogio avec son père Franceschino et son frère Gregorio travailla aussi à la Chartreuse de Pavie.
Un polyptyque Vierge à l'Enfant et saints (1459), conservé à Château Saint-Ange à Rome lui est aussi attribué.

## Œuvres
- Histoire de la reine Théodelinde  (1444), Fresques (en collaboration avec ses frères et son père), Chapelle du Dôme de Monza.
- Fresques, Chartreuse de Pavie (En collaboration avec son père Franceschino et son frère Gregorio).
- Vierge à l'Enfant et saints (1459), polyptyque, Château Saint-Ange, Rome.